# Nambi (raça ovina)
Nambi é um tipo de ovelha desenvolvida na região nordeste do Brasil.

## História
Não se sabe a exata origem da raça, mas deve ter sido formada a partir de ovinos de origem portuguesa e espanhola, junto com raças indianas e africanas.

## Risco de extinção
A ovelha Nambi se encontra em risco de extinção, existindo apenas entre alguns criadores e preservacionistas. Ambos têm lutado para obter apoio oficial para a preservação da raça por instituições como a EMBRAPA.

## Características
As ovelhas Nambi possuem dupla aptidão para carne e couro, destacando-se por ser muito rústica, reduzindo bastante os custos de criação. Por ter se desenvolvido no semi-árido nordestino, é bem aclimatada a regiões de muito calor e adaptada a digestão de vegetação nativa do cerrado e da caatinga.
É um animal deslanado e sua carne é considerava muito macia e saborosa. O peso dos machos adultos varia de 65 a 75 quilos, das fêmeas de 50 a 60 quilos.
São animais muito prolíficos e as mães possuem excelente habilidade maternal.

## Distribuição do plantel
Os poucos animais restantes estão concentrados no nordeste brasileiro.

## Melhoramentos genéticos
Neste momento o foco principal dos criadores é na preservação da ovelha Nambi, para depois se fazer melhoramentos genéticos.

## Recuperação e importância genética
Existe uma atual valorização de animais nativos por conta das suas características genéticas únicas que podem ser úteis para aprimoramento animal. Um eventual trabalho de recuperação da ovelha Nambi, com levantamento daqueles animais considerados puros ou mestiçados, poderia resultar em um programa de resgate que, a depender dos resultados, poderia ser muito interessante para a ovinocultura de modo geral.